# Евнухи в Китае

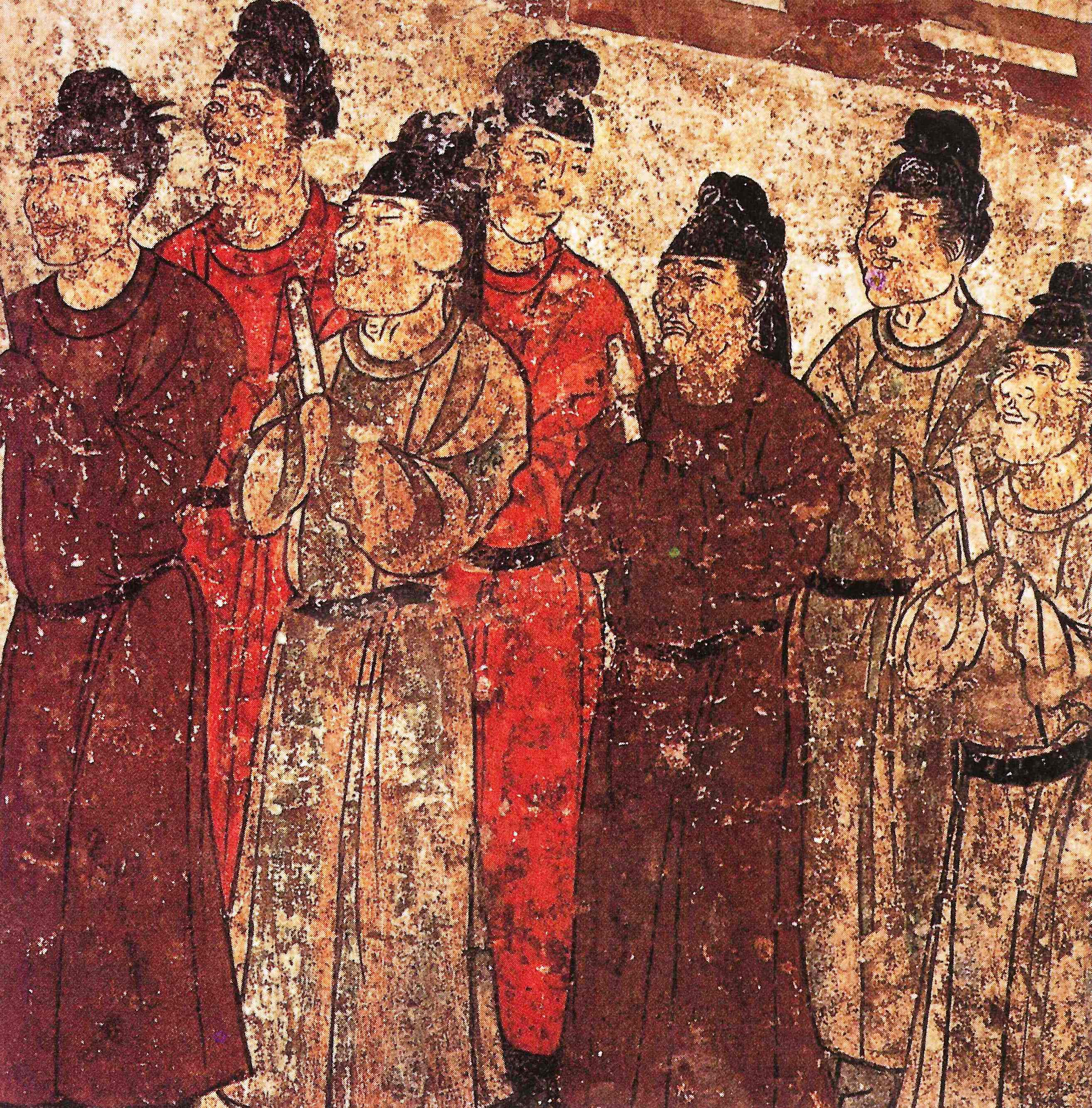
Евнухи времен династии Тан. Фреска в мавзолее великого князя Чжанхуай (комплекс Цяньлин), 706 г.н. э.

Евнухи существовали при дворах практически всех правителей империй и царств Китая. Многие императоры использовали евнухов не только для работы в своих гаремах, но и для выполнения разного рода заданий хозяйственного и административного порядка, позволяя им выполнять значительные роли в системе управления государством. В некоторых случаях, особенно при правлении малолетних императоров, евнухам удавалось занимать ключевые позиции во властных сферах.
Хотя большинство евнухов состояли на императорской службе, нередко евнухи имелись и в имениях императорских родственников, местных руководителей и крупнейших землевладельцев.

## История
По хронологии китайского историка Бо Яна, в истории Китая было по крайней мере три периода увеличения количества евнухов:
- 1-й[кит.] — во II в.н. э. (Восточная Хань)
- 2-й[кит.] — 755—903 гг. (Династия Тан), c мятежа Ань Лушаня до подавления евнухов Чжу Цюанчжуном
- 3-й[кит.] — при династии Мин, с царствования Юнлэ (начало XV в) и до конца династии (1644 г)

При некоторых династиях — например, Сунской и Юаньской — число и функции евнухов держались под личным контролем императоров. Например, император Хунъу надеялся ограничиться лишь несколькими сотнями евнухов с чётко определёнными функциями. Но уже после свержения второго минского императора (Цзяньвэня) третьим (Юнлэ) в 1403 году, штат евнухов и их значение начали увеличиваться, поскольку новый император мог положиться на них больше, чем на чиновников-мандаринов, многие из которых относились к новому правителю как к узурпатору. Полагают,[кто?] что к концу XV века императору и князьям императорской крови служили около 10 000 евнухов, а к моменту падения Империи Мин (1644 г) их число достигло 100 000 (в стране с населением около 130 млн человек). Всего же за почти 3 века существования Минской династии (1368—1644) на неё, по оценкам историков, работало около миллиона евнухов.

## Роли евнухов

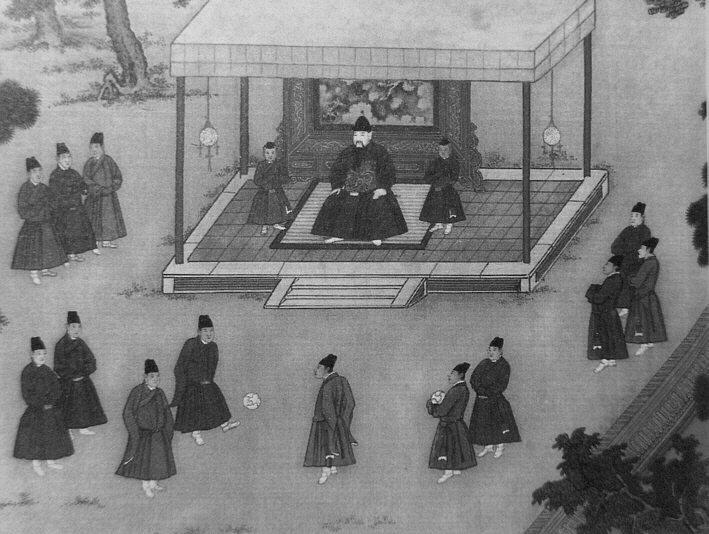
Император Юнлэ (правление 1402—1424) смотрит на дворцовых евнухов, играющих в мяч (игра цуцзюй, похожая на футбол)